# Hipposideros turpis
Hipposideros turpis (Bangs, 1901) è un pipistrello della famiglia degli Ipposideridi diffuso nell'Ecozona orientale e in Giappone.

## Descrizione

### Dimensioni
Pipistrello di grandi dimensioni, con la lunghezza della testa e del corpo tra 66 e 88 mm, la lunghezza dell'avambraccio tra 66 e 81 mm, la lunghezza della coda tra 44 e 59 mm, la lunghezza del piede tra 13 e 18 mm, la lunghezza delle orecchie tra 26 e 34 mm e un peso fino a 34 g.

### Aspetto
Le parti dorsali variano dal bruno-rossastro scuro al giallo dorato con la base dei peli più chiara, mentre le parti ventrali sono più chiare. Le orecchie sono grandi, larghe e con una concavità sul bordo posteriore appena sotto la punta arrotondata. La foglia nasale presenta una porzione anteriore priva di un incavo centrale e con tre fogliette supplementari su ogni lato, delle quali la più esterna è distintamente più piccola delle altre, un setto nasale non eccessivamente rigonfio, una porzione intermedia con un processo centrale ben sviluppato, ricoperta di numerose vibrisse e con la superficie superiore ondulata, una porzione posteriore con tre setti che la dividono in quattro celle indistinte. Dietro la foglia nasale sopra ogni occhio è presente una grossa massa carnosa. Nei maschi è inoltre presente una fossetta frontale dalla quale fuoriesce un ciuffo di peli nerastri. La coda è lunga e si estende leggermente oltre l'ampio uropatagio. Il primo premolare superiore è piccolo e situato fuori la linea alveolare.

## Biologia

### Comportamento
Si rifugia in colonie fino a 1.000 individui all'interno di grotte, particolarmente carsiche in Indocina.

### Alimentazione
Si nutre di insetti.

## Distribuzione e habitat
Questa specie è diffusa in maniera discontinua nella Thailandia peninsulare, Vietnam settentrionale e nelle Isole Ryukyu. Probabilmente è presente anche nella provincia cinese meridionale dello Yunnan.
Vive nelle foreste secondarie.

## Tassonomia
Sono state riconosciute 4 sottospecie:
- H.t.turpis: Isole Yaeyama: Sakishima; Iriomote, Yonagumi, Ishigaki, Hateruma;
- H.t.alongensis (Bourret, 1942): Vietnam settentrionale e isola di Cat Ba;
- H.t.pendleburyi (Chasen, 1936): Thailandia peninsulare;

## Conservazione
La IUCN Red List, considerato l'areale limitato e seriamente frammentato e il declino nell'estensione e nella qualità del proprio habitat, classifica H.turpis come specie prossima alla minaccia di estinzione (Near Threatened).